# Eric de Bruin
Eric de Bruin (Rotterdam, 11 juni 1964) is een voormalig honkballer uit Nederland, die met de nationale ploeg als zesde eindigde bij de Olympische Spelen van Atlanta (1996).
Vier jaar eerder werd De Bruin uitgeroepen tot beste slagman van de Nederlandse competitie met een slaggemiddelde van .410. De geboren Rotterdammer speelde in zijn carrière onder meer voor Sparta/Feyenoord en Neptunus. Bij die eerste club begon en eindigde hij zijn loopbaan in de hoofdklasse, die zo'n 650 competitiewedstrijden telt. In de negentien seizoenen kwam de eerste honkman tot een slaggemiddelde van ruim .300.
Anno 2005 heeft De Bruin nog altijd een record in handen. In 1990 kreeg hij, als speler van Neptunus, 43 vrije lopen. Na het seizoen 2000 nam De Bruin afscheid. Met het Nederlandse team nam hij, sinds zijn debuut in november 1986, onder meer deel aan de Olympische Spelen van Seoel (1988) (demonstratiesport) en Atlanta (1996), aan de WK's van 1988, 1990 en 1994 en aan de IBAF All-Star Game in 1993. In totaal speelde De Bruin 106 interlands.
In het begin van het seizoen 2001 werd De Bruin door bondscoach Robert Eenhoorn als zogeheten hitting-coach toegevoegd aan het begeleidingsteam van het Nederlands team. Tot en met het seizoen 2004 maakte hij zo opnieuw deel uit van Oranje. Bij de Spelen van Athene (2004) was hij coach op het eerste honk.
Johnny Balentina · 
Giel ten Bosch · 
Eric de Bruin · 
Peter Callenbach · 
Rob Cordemans · 
Jeffrey Cranston · 
Eddie Dix · 
Marlon Fluonia · 
Evert-Jan 't Hoen · 
Eelco Jansen · 
Marcel Joost · 
Adonis Kemp · 
Geoffrey Kohl · 
Marcel Kruijt · 
André van Maris · 
Edsel Martis · 
Paul Nanne · 
Tom Nanne · 
Byron Ward · 
Danny Wout